# Buckwheat Zydeco
Stanley Dural, Jr. dit Buckwheat Zydeco, né le 14 novembre 1947 à Lafayette (Louisiane) et mort le 24 septembre 2016 dans la même ville, est un accordéoniste, claviériste et chanteur américain de zydeco.

## Biographie
Buckwheat Zydeco fut leader d'un groupe de funk au début des années 1970 puis rejoignit Clifton Chenier au clavier jusqu'en 1979 lorsqu'il monta son propre groupe de zydeco, Ils Sont Partis Band. Il a également été nommé deux fois pour les Grammy Awards.